# Lepidochrysops balli
The Ball's Blue (Lepidochrysops balli) là một loài bướm ngày thuộc họ Lycaenidae. Nó là loài đặc hữu của Nam Phi.
Sải cánh dài 32–34 mm đối với con đực and 34–36 mm đối với con cái. Adults are on the wing from cuối tháng 11 đến tháng 2.